# Tim Field
Tim Field (24 de abril de 1952, Eastbourne - 15 de janeiro de 2006) foi um activista e escritor britânico anti-bullying.
De 1971 a 1975 ele estudou ciência da computação em Stafford na North Staffordshire Polytechnic, atual Staffordshire University, e recebeu a premiação de First Class Honours.
Em 1996 ele fundou a UK National Workplace Bullying Advice Line a Success Unlimited Website. Escreveu e publicou o livro "Bully In Sight" baseadas em suas experiências e nos trabalhos na Advice Line em 1996.
Morreu de câncer em 15 de janeiro de 2006.

## Trabalhos
- Bullyonline - Webside criado por Tim Field
- Bully In Sight, por Tim Field
- Bullycide, Death at Playtime, por Neil Marr e Tim Field